# Gitta Sereny
Gitta Sereny (Wenen, 13 maart 1921 — Cambridge, 14 juni 2012), een Engelse van Oostenrijks-Hongaars-Joodse afkomst, was een historica, journaliste en schrijfster van biografieën. Haar werk richtte zich vooral op de Holocaust en op kindermishandeling. Ze werd bekend door haar boeken over de Engelse Mary Bell, die als jong meisje twee andere kinderen vermoordde en Albert Speer, die zijn rol in de massamoord op de Europese Joden, zigeuners en homoseksuelen niet onder ogen wenste te zien. Beiden heeft ze uitgebreid geïnterviewd.

## Biografie
Gitta Sereny werd geboren in Wenen op 13 maart 1921. Zij was de dochter van Ferdinand Sereny, een protestantse Hongaarse aristocraat, en van Margit Herzfeld, een Duitse van Joodse afkomst. Zij was twee jaar toen haar vader stierf. Per trein op weg naar haar Engelse school was ze getuige van een van de grote nationaalsocialistische partijdagen in Neurenberg. Toen ze dit op school vertelde gaf een lerares haar het boek Mein Kampf te lezen. 
Tijdens de inval van de Duitsers in Oostenrijk was ze getuige van het enthousiast onthaal van Hitler. In de Graben stuitte Sereny op een menigte burgers en Duitse soldaten. In het midden van de menigte zag ze haar vroegere kinderarts dr. Grünberg, die met een dozijn andere personen het plaveisel aan het poetsen was met een tandenborstel. In woede schold ze de menigte uit. Ze riep dat een groot dokter, een redder van mensenlevens, hier vernederd werd en vroeg hun of dit hun idee van een bevrijding was. De menigte ontbond zich hierop binnen de twee minuten.
In 1938 vluchtte Sereny voor de nazi's naar Frankrijk waar ze actief was in een hulporganisatie voor kindvluchtelingen. Ze had ook contacten met het verzet (Tweede Wereldoorlog) en in 1941 kon ze via Spanje naar de Verenigde Staten vluchten. De reden voor de vlucht was de waarschuwing in mei dat Gitta’s moeder en haar Joodse levensgezel (de econoom Ludwig von Mises) niet langer veilig waren.
Na de Tweede Wereldoorlog werkte zij in Duitsland mee aan een project van de UNRRA (United Nations Relief and Rehabilitation Administration). De nazi’s hadden kinderen bij hun ouders weggehaald om ze een arische opvoeding te geven. Die kinderen terug in contact brengen met hun biologische ouders was een van Sereny’s opdrachten.
Zij was waarneemster bij het Proces van Neurenberg in 1945 en was sindsdien vooral geïnteresseerd in de rol en het karakter van Albert Speer. Haar boek Albert Speer, His Battle with Truth werd in 1995 bekroond met de James Tait Black Memorial Prize.
In 1949 trouwde Sereny met de Amerikaanse fotograaf Don Honeyman.
Vanaf de jaren zestig schreef de polyglot Gitta Sereny voor de Sunday Times, The Independent, The Daily Telegraph, Die Zeit en voor het tijdschrift Le Nouvel Observateur. Ze schreef artikels over jonge mensen, over hun relatie met hun ouders en tot de maatschappij.
Sereny had een aantal basisregels voor haar interviews: de interviewer en geïnterviewde moesten een "relatie" ontwikkelen. De geïnterviewde mocht echter niet denken dat de interviewer aan zijn/haar kant stond. Ze was van oordeel dat het afgrijselijke karakter van de misdaden voldoende was als veroordeling. 
Sereny was van mening dat het onderwerp genocide als zodanig zou moeten worden besproken. Ze vond dat de Holocaust beschouwd moest worden als genocide en niet alleen als een specifieke aanval op Joden.
Sereny stierf op 14 Juni 2012 op 91-jarige leeftijd in het "Addenbrooke's Hospital", in Cambridge, na een slepende ziekte.

## Eerbetuiging
In 2003 werd Gitta Sereny tot Commander of the Order of the British Empire benoemd.

## Over Albert Speer en Franz Stangl
Vier jaar lang sprak Sereny regelmatig met de in 1966 vrijgelaten Albert Speer. De gesprekken draaiden rond schuld en (mede)weten. Albert Speer kon het nooit opbrengen om zijn zorgvuldig opgebouwde façade af te breken. Na zijn dood ontdekte men vele leugens, zoals de Duitse historicus Joachim Fest moest ervaren en historicus Magnus Brechtken via gedegen onderzoek aantoonde.
Sereny schreef ook over Franz Stangl, de gewetenloze commandant van Treblinka. Enkele uren na Sereny's laatste gesprek met hem, stierf Stangl in de gevangenis aan een hartaanval. Gitta Sereny schreef het boek over Stangl om een antwoord te krijgen op twee morele vragen:
Ten eerste, hoe kan een politieman de morele ladder van wetshandhaving naar het moorden van minderbedeelden en Joden afdalen? Ten tweede: hoe leefde Stangl met zichzelf na zijn misdaden? 

## Over Mary Bell
Sereny deed uitgebreid onderzoek naar de achtergrond van de jonge moordenares Mary Bell. Ze interviewde haar familie, haar kennissen en mensen die professioneel betrokken waren bij de zaak. In 1972 kwam het boek The Case of Mary Bell uit. Ook in dit boek komt het thema schuld en onschuld aan bod. De auteursrechten voor haar tweede boek Cries Unheard deelde ze met Mary Bell als dank voor haar medewerking. Deze beslissing werd aangevallen in de Britse pers. De bedoeling van haar boek was om Bell als symbool te laten fungeren voor het toenemende toepassen in Groot-Brittannië, Europa en Amerika van het volwassenenrecht in zaken van kinderen die misdaden pleegden. Sereny was gechoqueerd door de houding van de politie, advocaten en de pers ten opzichte van Bell tijdens haar proces in 1968. 

## Over David Irving
De Britse schrijver David Irving startte een zaak tegen Sereny en de Guardian Media Group om enkele beoordelingen in The Observer. David zou opzettelijk historische gegevens hebben vervalst om de nazi's te rehabiliteren.
De geprikkelde sfeer tussen beiden is steeds gebleven; wel schreef Irving de dag na Gitta's overlijden een in memoriam voor haar.

### In het Nederlands
- Albert Speer: Verstrikt in de waarheid, Uitgeverij Balans, Amsterdam, 1995, ISBN 90 5018 286 0
- Schreeuw om hulp: Het verhaal van Mary Bell, een kind dat doodde, Uitgeverij Balans, Amsterdam, 1998, ISBN 90 5018 404 9
- De duisternis tegemoet. Bekentenissen van Franz Stangel, commandant van Trebvlinbka, Het Spectrum, Utrecht, 2001, ISBN 90 274 1332 0

### In het Engels
- Into That Darkness: from Mercy Killing to Mass Murder, a study of Franz Stangl, the commandant of Treblinka, 1974; second edition 1995
- Albert Speer, His Battle with Truth, 1995, ISBN 0333645197
- The German trauma: experiences and reflections 1938 - 2000, 2000, ISBN 0713994568
- with Victoria Wilson: The Invisible Children: Child Prostitution in America, West Germany and Great Britain, London: Deutsch, 1984; Knopf Publishing Group, 1985, ISBN 0394533895

### In het Duits
- Am Abgrund. Eine Gewissensforschung. Gespräche mit Franz Stangl, Kommandant von Treblinka, u.a, 1979, ISBN 3548340245 ; letzte Aufl. 1997
- Ein Kind mordet. Der Fall Mary Bell, 1980, ISBN 3596267218
  - Kinder morden Kinder. Der Fall Mary Bell, 1995, erw. und bearb. Neuausgabe, ISBN 3499196999
- Das Ringen mit der Wahrheit. Albert Speer und das deutsche Trauma, München: Kindler, 1995, ISBN 3-46340-258-0
  - Albert Speer. Sein Ringen mit der Wahrheit und das deutsche Trauma, 2005, ISBN 344215328X
- Schreie, die keiner hört. Die Lebensgeschichte der Mary Bell, die als Kind tötete, 2001, ISBN 3828969704
- Das deutsche Trauma. Eine heilende Wunde, 2002, ISBN 3570005585